# Acmopyle
Acmopyle — рід хвойних рослин родини подокарпових. Назва роду походить з грецької й означає akme — «найвища точка», pyle — «відкривання», посилаючись на підняту позицію зрілого насіння.

## Поширення, екологія
A. pancheri, ендемік Нової Каледонії, A. sahniana — ендемік Фіджі. Цей рід характерний для антарктичної флори, він розвивався в холодних і вологих регіонах південного суперконтиненту Гондвани. Цей суперконтинент зазнав змін між 110 і 30 мільйонів років тому, що призвело до розділення на материки Південна Америка, Австралія, Африка, Індія та Антарктида. Нова Каледонія — древній фрагмент Гондвани — зрештою зберіг членів цього ботанічного роду. Фіджі, як найостанніший з геологічної точки зору, можливо, надбав цей вид флори.

## Морфологія
Це вічнозелені від малих до високих добре розгалужені дерева. Листки 10—30 мм довжиною й 1.5—3 мм шириною. Пилкові шишки завдовжки 20—25 мм, завширшки ≈ 3 мм. Деревина м'яка, легка, не ароматна, від жовтувато-коричневого до світло-коричневого кольору, є річні кільця. 

## Використання
Представники роду не культивуються, і жоден сорт не був виведений. Тим не менш, вони зустрічаються в багатьох ботанічних садах.